# Sant Fortunat
Sant Fortunat (en francès Saint-Fortunat-sur-Eyrieux) és un municipi francès situat al departament de l'Ardecha i a la regió d'Alvèrnia-Roine-Alps. L'any 2007 tenia 692 habitants.

## Demografia

### Població
El 2007 la població de fet de Saint-Fortunat-sur-Eyrieux era de 692 persones. Hi havia 288 famílies de les quals 96 eren unipersonals (64 homes vivint sols i 32 dones vivint soles), 84 parelles sense fills, 72 parelles amb fills i 36 famílies monoparentals amb fills.
La població ha evolucionat segons el següent gràfic:
Habitants censats

### Habitatges
El 2007 hi havia 429 habitatges, 303 eren l'habitatge principal de la família, 91 eren segones residències i 35 estaven desocupats. 374 eren cases i 52 eren apartaments. Dels 303 habitatges principals, 227 estaven ocupats pels seus propietaris, 63 estaven llogats i ocupats pels llogaters i 13 estaven cedits a títol gratuït; 2 tenien una cambra, 27 en tenien dues, 46 en tenien tres, 80 en tenien quatre i 148 en tenien cinc o més. 201 habitatges disposaven pel capbaix d'una plaça de pàrquing. A 133 habitatges hi havia un automòbil i a 135 n'hi havia dos o més.

### Piràmide de població
La piràmide de població per edats i sexe el 2009 era:
| Homes | Edats   | Dones |
| ----- | ------- | ----- |
| 0     | 95 o +  | 0     |
| 0     | 90 a 94 | 0     |
| 12    | 85 a 89 | 8     |
| 4     | 80 a 84 | 16    |
| 8     | 75 a 79 | 16    |
| 20    | 70 a 74 | 20    |
| 28    | 65 a 69 | 12    |
| 12    | 60 a 64 | 36    |
| 20    | 55 a 59 | 16    |
| 12    | 50 a 54 | 8     |
| 24    | 45 a 49 | 24    |
| 8     | 40 a 44 | 8     |
| 16    | 35 a 39 | 16    |
| 24    | 30 a 34 | 24    |
| 12    | 25 a 29 | 24    |
| 4     | 20 a 24 | 12    |
| 12    | 15 a 19 | 16    |
| 12    | 10 a 14 | 20    |
| 12    | 5 a 9   | 12    |
| 8     | 0 a 4   | 16    |

## Economia
El 2007 la població en edat de treballar era de 401 persones, 296 eren actives i 105 eren inactives. De les 296 persones actives 272 estaven ocupades (151 homes i 121 dones) i 24 estaven aturades (7 homes i 17 dones). De les 105 persones inactives 45 estaven jubilades, 20 estaven estudiant i 40 estaven classificades com a «altres inactius».

### Ingressos
El 2009 a Saint-Fortunat-sur-Eyrieux hi havia 296 unitats fiscals que integraven 687,5 persones, la mediana anual d'ingressos fiscals per persona era de 15.721 €.

### Activitats econòmiques
Dels 35 establiments que hi havia el 2007, 1 era d'una empresa extractiva, 2 d'empreses alimentàries, 1 d'una empresa de fabricació de material elèctric, 1 d'una empresa de fabricació d'elements pel transport, 1 d'una empresa de fabricació d'altres productes industrials, 4 d'empreses de construcció, 7 d'empreses de comerç i reparació d'automòbils, 2 d'empreses de transport, 4 d'empreses d'hostatgeria i restauració, 1 d'una empresa financera, 2 d'empreses immobiliàries, 4 d'empreses de serveis, 2 d'entitats de l'administració pública i 3 d'empreses classificades com a «altres activitats de serveis».
Dels 8 establiments de servei als particulars que hi havia el 2009, 1 era una oficina de correu, 1 paleta, 2 fusteries, 1 lampisteria, 1 perruqueria, 1 restaurant i 1 agència immobiliària.
Dels 2 establiments comercials que hi havia el 2009, 1 era una botiga de menys de 120 m² i 1 una fleca.
L'any 2000 a Saint-Fortunat-sur-Eyrieux hi havia 22 explotacions agrícoles que ocupaven un total de 192 hectàrees.

## Equipaments sanitaris i escolars
El 2009 hi havia 1 escola maternal integrada dins d'un grup escolar amb les comunes properes formant una escola dispersa i 1 escola elemental.

## Poblacions més properes
El següent diagrama mostra les poblacions més properes.